# Corydalis triternata
Corydalis triternata är en vallmoväxtart som beskrevs av Joseph Gerhard Zuccarini. Corydalis triternata ingår i släktet nunneörter, och familjen vallmoväxter. Inga underarter finns listade i Catalogue of Life.